# Río Colorado de Arriba
Río Colorado de Arriba är en ort i Mexiko.   Den ligger i kommunen Yahualica de González Gallo och delstaten Jalisco, i den centrala delen av landet, 400 km väster om huvudstaden Mexico City. Río Colorado de Arriba ligger 1 795 meter över havet och antalet invånare är 218.
Terrängen runt Río Colorado de Arriba är kuperad åt nordost, men åt sydväst är den platt. Runt Río Colorado de Arriba är det ganska glesbefolkat, med 47 invånare per kvadratkilometer. Närmaste större samhälle är Yahualica de González Gallo, 6,6 km norr om Río Colorado de Arriba. I omgivningarna runt Río Colorado de Arriba växer huvudsakligen savannskog.